# (6007) Billevans
(6007) Billevans es un asteroide perteneciente al cinturón de asteroides, región del sistema solar que se encuentra entre las órbitas de Marte y Júpiter, descubierto el 28 de enero de 1990 por Seiji Ueda y el astrónomo Hiroshi Kaneda desde el Kushiro Marsh Observatory, Hokkaido, Japón.

## Designación y nombre
Designado provisionalmente como 1990 BE2. Fue nombrado Billevans en homenaje al pianista Bill Evans, fue una figura importante en el desarrollo del jazz moderno, particularmente en actuaciones como Kind of Blue con Miles Davis y John Coltrane.

## Características orbitales
Billevans está situado a una distancia media del Sol de 2,408 ua, pudiendo alejarse hasta 2,877 ua y acercarse hasta 1,939 ua. Su excentricidad es 0,194 y la inclinación orbital 4,368 grados. Emplea 1365,03 días en completar una órbita alrededor del Sol.

## Características físicas
La magnitud absoluta de Billevans es 14,2. 